# West Sole
West Sole is een aardgasveld in de Noordzee op het Britse continentale vlak. Het werd op in december 1965 ontdekt door het hefplatform Sea Gem in blok 48/6 voor BP. Het was daarmee het eerste gasveld op de Noordzee. Enkele dagen na de ontdekking kapseisde de Sea Gem op 28 december waarbij 13 mensen omkwamen.
Het veld werd tot 2012 geëxploiteerd door BP en is daarna overgenomen door Perenco.

## Geologie
In de zomer van 1962 werd met reflectieseismiek voor het eerst seismisch onderzoek uitgevoerd in de Sole Pit, zo genoemd vanwege de tong die daar veel gevangen werd. De kwaliteit van de data liet te wensen over, maar wel werd duidelijk dat het evaporiet van het Zechstein dat strekte vanaf Polen en het noorden van Duitsland en Nederland ook via de Noordzee strekte tot de Britse kust. De hoop was dat zich onder het Zechstein net als in Slochteren Rotliegend-zanden zouden bevinden waarboven het Zechstein het reservoir afsluit. Met reflectieseismiek kon dit echter niet worden aangetoond.
De Continental Shelf Act werd van kracht op 15 april 1964 en maakte de weg vrij voor het Ministry of Power om in september 1964 een aantal concessies af te geven. Hierna volgde gedurende oktober en november meer seismisch onderzoek in blok 48/6, maar interpretatie van alle data was moeilijk vanwege de kwaliteit van de data en omdat er nog geen boringen waren geweest in de Noordzee. Dit was nodig ter validatie van de voortplantingssnelheid van de seismische golven in het Zechsteinzout die in Nederland en Duitsland 4400 m/s bedroeg.
Besloten werd om op het hoogste punt van de Zechstein-structuur een boring uit te voeren en dit werd put 48/6-1 die George Wimpey voor BP met de Sea Gem vanaf 17 september 1965 boorde. In december bleek dat het commerciële hoeveelheden gas bevatte. Op 27 december 1965 had het de put voltooid en maakte het zich gereed om naar de volgende locatie te verplaatsen. Daarbij kapseisde de Sea Gem echter, waarbij 13 man om het leven kwamen.
Met de nieuwe boorgegevens werd in de zomer van 1966 opnieuw seismisch onderzoek uitgevoerd en werden door de halfafzinkbare boorplatform Sea Quest in afgezonken positie vanaf 30 juli een aantal evaluatieput geboord. Andere evaluatieputten werden vanwege de bijna een jaar te late oplevering van de Sea Quest vanaf twee vaste platforms geboord.  Platform A begon op 25 juli en platform B in oktober. Het reservoir bleek 19 km lang en 5 km breed in noordwest-zuidoostelijke richting. De gaskolom bleek zich tussen de 2680 m en de 2940 m te bevinden. De initiële winbare gasvoorraad bedroeg 61 miljard m³.

## Ontwikkeling
Brown & Root-Heerema kreeg de opdracht om productieplatforms te ontwerpen en bouwen. Van de Britse werven bood alleen Humber Graving Dock met een leveringstijd van vier maanden. Nederlandse werven konden veel sneller leveren, zodat alle platforms daar gebouwd werden.
Voor put 48/6-1 bouwde IHC Gusto voor Brown & Root-Heerema een boorputbeschermingsplatform. Put 48/6-1 werd echter beschadigd tijdens de ramp en daarmee onbruikbaar. Het platform werd teruggesleept naar Gusto en omgebouwd om deze geschikt te maken voor de Sea Quest.
De eerste platforms werden gezet door de Global Adventurer en de Atlas. Het heien van de palen in de onderstellen van de platforms verliep daarna moeizaam. De harde keileem was onderschat en de capaciteit van de stoomhamers van McKiernan-Terry en Menck overschat.
Aanvankelijk waren de platforms ontworpen om onbemand te werken, maar het bleek dat uitval belangrijk kon worden terug gebracht met een onderhoudsploeg. Zo werden WA, WB en WC in 1972 bemand. In 1998 werden WB en WC weer onbemand.

### West Sole Alpha
West Sole Alpha (WA) bestaat uit drie platformen. Het hoofdplatform WA staat op twee onderstellen met daarop een enkel dek en werd geplaatst in 1966. Daarnaast werd het kleinere productieplatform WAP geplaatst.
In 1974 werd aan de andere kant van WA satellietplatform WAS geplaatst. De drie platforms zijn met bruggen met elkaar verbonden en gebouwd door IHC Gusto.

### West Sole Bravo
West Sole Bravo (WB) werd ten noordwesten van WA geplaatst, ook in 1966, en was ook door IHC Gusto gebouwd.

### West Sole Charlie
West Sole Charlie (WC) werd in 1969 geplaatst ten noordwesten van WB en was ook door IHC Gusto gebouwd. Het bestaat uit twee onderstellen met daarop een enkel dek.

### West Sole Echo
West Sole Echo (WE) werd in 1968 geplaatst. Het was een klein onbemand satellietplatform en werd in 1978 verwijderd. Het was daarmee het eerste platform dat ontmanteld werd op de Noordzee. Het werd bij Highland Fabricators in Nigg Bay onderzocht om te bepalen in hoeverre het ontwerp voldeed aan de eisen die de Noordzee stelde. Andere platforms zoals die voor Forties waren namelijk op dit ontwerp gebaseerd. Het bleek in uitstekende staat.

### Hyde
In 1982 werd het Hyde-veld ontdekt. Aanvankelijk werd dit beschouwd als een uitloper van West Sole. In 1993 kwam het in productie met een tieback naar West Sole.

### Newsham
Newsham werd ontdekt in 1967 en kwam in 1995 in productie. Het is een onderzeese tieback naar WA.

### Hoton
Het Hoton-veld werd ontdekt in 1977 kwam in 2001 in productie met een klein platform dat een tieback heeft naar West Sole.

### Pijpleidingen
Brown & Root legde met de Hugh W. Gordon in 1966 ook een 16 inch pijpleiding naar Easington. De sleuvengraver M 228 werd gebruikt om de pijp te begraven, maar deze bleek moeilijk overweg te kunnen met kleibodem. Daarop liet Brown & Root de BAR 279 bouwen bij de RDM. In 1981 werd een tweede pijpleiding gelegd van 24 inch.
Om het gas te verwerken werd de Easington Gas Terminal gebouwd en op 6 maart 1967 kon gas geleverd worden aan het netwerk van de Gas Council.

## Gevolgen
De gasvondsten op de Noordzee maakten het mogelijk om lichtgas gemaakt van steenkool te vervangen door aardgas.